# 한국정보통신기술협회
한국정보통신기술협회(韓國情報通信技術協會, Telecommunications Technology Association, TTA)는 대한민국의 기술 연구 단체로 정보통신분야의 표준화 활동 및 표준 제품의 시험인증을 위해 만들어진 단체이다. TTA는 1988년에 설립되었으며 국내 유일의 정보통신 단체표준 제정기관이다.

## 설립 근거
- 방송통신발전기본법 제34조[1]

## 주요 활동

### 표준화 활동
TTA는 전송통신, 이동통신, 방송 및 IT 등의 정보통신 관련 표준을 제·개정하고 보급하는 일을 하고 있다. 이를 위해 국내외 표준화 제도를 기획 및 분석하고 있으며 ITU와 같은 국제표준화기구와 연계하여 국제표준화기구의 권고안과 국내 표준과의 연계성, 현행화 방안을 연구하고 있음

특히 최근에는 IMT-Advanced 등의 차세대 이동통신 분야에 대한 표준화 작업에 적극 참여하면서, IMT-Advanced 후보 기술에 대한 평가 검증 모델 구축, 국제표준화 전략위원회 운영, ITU-R, 3GPPs 및 IEEE 등의 관련된 국제 표준화 활동에도 참여하고 있다.
이러한 표준화 활동의 결과로 2007년 10월 WiBro 표준이 국제 표준으로 채택되었으며, 같은 해 11월에는 지상파DMB 국제 표준이 채택되었다.

### 시험 인증 서비스
TTA는 정보통신 제품에 대한 시험 및 인증 서비스를 제공하고 있으며 시험 및 인증 대상에는 네트워크 장비, 디지털 방송, 이동통신 단말기, 국내 개발 S/W 제품이 모두 포함된다. 또한 TTA는 정보통신 상호운용성 확보를 위한 테스트베드를 구축하고, 시험 컨소시엄을 운영하고 있다. 그밖에 국내 통신사업자 유·무선 망에 대한 품질 평가도 수행하고 있다.

### 기타 활동
그 밖에 TTA는 아래와 같은 활동을 하고 있다.
- IT 국제표준 전문가 육성지원 및 표준화 전략 포럼 활동 지원
- 종합 표준 정보 DB 구축 및 운영
- 국제표준화 협력 및 정보통신 용어 표준화
- 정보통신표준 기술교육, 정보보급, 행사개최

## 연혁
- 1988년 12월 재단법인 한국통신기술협회 설립
- 1989년 2월 민간 주도, 대한민국 내 유일의 정보통신 단체표준 제정기관으로서 표준화업무 개시 (표준화위원회 변천과정)
- 1989년 6월 협회 최초「TTA 단체표준」제정
- 1992년 8월 법정법인으로 재출범 (전기통신기본법 제30조)
- 1992년 11월 세계표준화협의체(Global Standards Collaboration: GSC) 가입
- 1995년 6월 세계전파표준화협의체(RAdio STandardization) 가입
- 1997년 1월 협회 명칭을 한국정보통신기술협회로 변경 (전기통신기본법 제30조)
- 1997년 5월 전기통신분야에서 정보통신 전분야로 표준화 업무영역 확대 (정보통신표준화지침)
- 1999년 1월 3GPP2 (제3세대 이동통신협력프로젝트2) 협정체결
- 2001년 1월 정보통신표준화사업 위탁관리 지정 (정보통신부)
- 2001년 7월 국제전기통신연합 (ITU-T) 표준참조기관 지정
- 2001년 12월 분당사옥 이전 및 IT 시험연구소 개소
- 2002년 7월 블루투스 분야의 KOLAS 인정획득
- 2002년 8월 VeriTest-TTA 국제 S/W 품질인증, 제1호 배출
- 2003년 5월 블루투스 국제공인시험소(BQTF) 자격 획득
- 2003년 6월 CDG Stage 1 분야의 KOLAS 인정획득
- 2004년 3월 CDMA 휴대폰 분야, 미국 CTIA 국제공인시험소(CATL) 자격획득
- 2004년 10월 GSM 휴대폰 시험·인증 서비스 개시 및 유럽 GCF 공식회원사 획득
- 2005년 2월 GSM 시험·인증 서비스 북미 PTCRB 공식시험기관 자격획득
- 2006년 1월 CCF 국제공인시험기관 자격 획득
- 2006년 2월 WiMAX 국제공인시험기관 자격 획득
- 2006년 3월 대한민국 내 최초 Bluetooth 국제인증심사관(BQB) 자격 획득
- 2006년 10월 WCDMA 분야 GCF 및 PTCRB 공인시험기관 자격획득
- 2007년 10월 WiBro 국제표준 채택
- 2007년 12월 지상파DMB 국제표준 채택
- 2008년 1월 SW 시험인증센터 상암시험소 개소
- 2008년 5월 와이맥스(최두정) 및 블루투스(이정구) 국제 인증심사관 자격획득
- 2008년 10월 USB 국제공인인증시험소 자격 획득
- 2009년 3월 무선 USB 국제공인시험소 지정
- 2009년 4월 CTIA 블루투스 분야 대한민국 내 최초 KOLAS 국제공인시험기관 자격 획득
- 2009년 5월 KOLAS로부터 정보보호 제품에 대한 CC 평가기관 자격 획득
- 2009년 8월 지상파 DMB 미들웨어 표준, 유럽표준(ETSI)으로 채택
- 2009년 10월 휴대폰 충전 단자(20핀) 표준, ITU 국제표준 초안으로 채택
- 2010년 3월 ITU-T L.1000(범용충전 권고) 국제표준 완료 (TTA 20핀 부속서 포함)
- 2010년 4월 VT, USAT 관련 KOLAS 인정 획득
- 2010년 5월 행정업무용 SW 적합성 시험기관 지정
- 2010년 6월 VT분야 PTCRB 국제공인시험소 자격 획득
- 2010년 11월 방송장비시험인증센터 개소식. WiMedia 국제공인시험소 자격획득
- 2011년 5월 Wi-Fi 국제공인시험소 자격 획득
- 2011년 5월 NFC포럼 국제공인시험기관 지정
- 2011년 6월 전화기 한글 문자 자판 배열 국가표준 제정
- 2011년 6월 방송통신기기 지정시험기관 자격획득 및 한국정보통신시험기관협회 가입. 금융감독원 전자금융거래 인증방법 안정성 평가기관 자격획득
- 2011년 7월 소프트웨어시험분야 KOLAS 국제공인시험기관 인정획득
- 2011년 9월 VESA, 디스플레이포트 국제공인시험기관 대한민국 내 최초 지정
- 2011년 10월 CTIA OTAP 국제공인시험소 자격 획득
- 2011년 11월 Continua Health Alliance 국제공인시험소 지정
- 2011년 12월 LTE, 홈네트워크 분야 KOLAS 공인시험기관 자격 획득
- 2012년 1월 LTE 휴대폰에 대한 국제공인시험기관 자격 획득
- 2012년 2월 USB-IF SuperSpeed USB(USB 3.0) 국제공인시험기관 자격 획득 (세계 최초)
- 2012년 5월 휴대전화 전자파 방사성능(OTAP) 분야 Vodafone 사업자 지정시험소 자격 획득. 블루투스 LE분야 국내공인시험기관 자격획득. 정보보호분야(CC) 공인시험기관 자격획득. 차세대방송통신기술지원센터 개소
- 2012년 6월 정보보호 EAL5 분야 국제공인시험기관 자격 획득 (대한민국 내 최초)
- 2012년 7월 Car Connectivity Consortium(CCC) 국제공인시험기관 지정. SATA분야 국제공인시험기관 자격 획득 (대한민국 내 최초). 장애인방송 수신기 시험인증 서비스 제공. Wi-Fi TDLS/Hotspot/미라캐스트 인증시험 제공
- 2012년 11월 VESA 디스플레이포트 소스 시험자격 획득, 공인시험서비스 제공
- 2012년 12월 전자파적합성(EMC) 분야 확대 및 TTA EMC 센터 개소

### 한국정보통신기술협회장
- 감사실

| - 기획관리부 - 총무부 - 정보협력부 | - 표준기획단 - 표준진흥단 - 융합기술표준단 - 전파방송표준단 | - ICT융합신산업단 - 차세대이동통신단 - 방송통신인프라단 - 공공안전선비스단 | - 소프트웨어품질안전단 - 소프트웨어품질인증단 - 지능정보융합소프트웨어단 - 정보보호평가단 | - 인재개발지원단 |

## 소속기관
- 정보통신시험인증연구소
- 소프트웨어시험인증연구소
- TTA아카데미

## 같이 보기
- 국제전기통신연합(ITU)
- 3GPP